# Natacha Calestrémé
Natacha Calestrémé, née en 1966, à Bordeaux est une journaliste, réalisatrice et écrivaine française. Popularisée par ses ouvrages de développement personnel, elle fait régulièrement la promotion de pseudosciences comme la médiumnité ou la numérologie.

## Biographie
Natacha Calestrémé naît en 1966, à Bordeaux. Son grand-père est magnétiseur.
Journaliste et réalisatrice de films documentaires pour la télévision, notamment sur France 3, M6 et France5, elle est particulièrement attachée à la protection de l'environnement, à la santé et au bien-être.
Membre de la Société des explorateurs français et des Journalistes écrivains pour la nature et écologie (JNE), elle donne régulièrement des conférences sur son expérience d'environnementaliste.
L'Express rapporte qu'elle propose de nombreux ateliers sur le thème de l'impact des émotions douloureuses sur la vie des personnes, basés sur les vingt-deux protocoles qu'elle a créés en tant que clés de développement personnel, à partir de « concepts scientifiques détournés ou farfelus ».

## Carrière journalistique et littéraire
Après un parcours en publicité, puis dans la presse écrite, elle travaille pour les chaînes de télévisions françaises France 2, France 3 et TF1 en tant que rédactrice puis, dès juin 2000, M6 international, à l’unité documentaires, où elle réalise sa propre collection de documentaires, intitulée Les Héros de la nature, dans laquelle elle présente une série de portraits d’hommes et de femmes qui, à travers le monde, agissent pour la protection de la biodiversité.
En 2010, la société française de production Bonne Pioche et la chaine de télévision M6 lui confient, sur une idée originale de Stéphane Allix, la direction d’une série intitulée Enquêtes extraordinaires, dans laquelle sont abordées les thématiques relatives à la question des guérisseurs, du sixième sens et des frontières de la vie et où elle interviewe différents médiums, guérisseurs et thérapeutes. En mars 2016, elle crée et présente l’émission Sur les chemins de la santé, diffusée sur Inrees.TV. Elle intervient également régulièrement dans l’émission Ça commence aujourd’hui, sur la chaîne de télévision France 2.
Elle se fait connaître par le grand public en janvier 2020, à la suite de la publication de son ouvrage de développement personnel intitulé La Clé de votre énergie, 22 protocoles pour vous libérer émotionnellement, tiré à 250 000 exemplaires, qui a réalisé l'une des meilleures ventes de la rentrée 2021,.
En 2021, aux côtés de sa sœur Lydie Castells et Lysiane Lévy, elle participe à la création du coffret La Numérologie en action qui parle de numérologie, en reprenant ses principaux préceptes sous forme de cartes,.
Par ailleurs, elle est auteure de nombreux ouvrages dont des polars scientifiques comme Le Testament des abeilles,,,, et rédige des articles pour le magazine Nouvelles Clés, ainsi que pour Inexploré Magazine

## Controverse
En mai 2022, dans un extrait de l'émission Ça commence aujourd'hui, Natacha Calestrémé s'adresse à une victime de l'endométriose en disant que cette maladie « est un message de notre corps qui nous dit qu’avant, il y a eu une souffrance énorme d’une personne qui a associé le mot enfance et mort ». Ces propos font polémique auprès de plusieurs associations liées à la lutte contre l'endométriose. Pour l'Association Adénomyose et endométriose pour la recherche scientifique (AEERS), « Ce type de discours induit en erreur pour une maladie physique qui peut être grave, on vous demande de l’annuler ». Marie-Rose Galès, auteure d'un livre sur l'endométriose, saisit la Miviludes et l'Arcom pour dérive sectaire. France 2 décide de déprogrammer l'émission face à la polémique.

## Vie privée
Depuis 2001, Natacha Calestrémé est mariée au journaliste Stéphane Allix. Elle annonce leur séparation sur les réseaux sociaux en juillet 2023.

## Œuvres

### Publications
- Stéphane Allix (avec la collaboration de Natacha Calestrémé), Carnets afghans, Robert Laffont, 5 septembre 2002, 213 p. (ISBN 978-2-221-09620-8)
- Natacha Calestrémé, Les Héros de la nature : A la rencontre de ceux qui se battent pour la nature, Robert Laffont, 7 avril 2005, 256 p. (ISBN 978-2-221-10390-6)
- Natacha Calestrémé, Le Testament des abeilles : roman, Paris, Albin Michel, 3 novembre 2011, 352 p. (ISBN 978-2-226-23828-3)
- Natacha Calestrémé, Le Voile des apparences : roman, Paris, Albin Michel, 27 mai 2015, 336 p. (ISBN 978-2-226-31724-7)
- Natacha Calestrémé, Les Racines du sang, Albin Michel, 4 mai 2016, 336 p. (ISBN 978-2-226-32609-6)
- Natacha Calestrémé, Les Blessures du silence : roman, Paris, Albin Michel, 28 mars 2018, 352 p. (ISBN 978-2-226-43516-3)
- Natacha Calestrémé, La Clé de votre énergie : 22 protocoles pour vous libérer émotionnellement, Paris, Albin Michel, 8 janvier 2020, 272 p. (ISBN 978-2-226-44560-5)[8]
- Natacha Calestrémé, Lydie Castells et Lysiane Lévy, La Numérologie en action : Un problème = Une solution, Courrier du livre, 23 septembre 2021, 32 p. (ISBN 2702920675)
- Natacha Calestrémé, Trouver ma place : 22 protocoles pour accéder au bonheur, Albin Michel, 13 octobre 2021, 368 p.
- Natacha Calestrémé, Mon cahier d'énergie, Albin Michel, 25 mai 2022, 112 p. (ISBN 2226474153)
- Natacha Calestrémé, Se donner toutes les chances, Albin Michel, 8 mars 2023, 288 p. (ISBN 978-2226480545)

### Filmographie
- 2001 : Paul Watson, l’œil du cachalot. 52 min[19],[20]
- 2002 : Biruté Galdikas, passion Orang-Outan, Mona Lisa production, 52 min
- 2008 : Jane Goodall : au nom de l’humanisme, magazine Vu du ciel de Yann Arthus-Bertrand[21],[22]
- 2008 : Disparition des abeilles, la fin d’un mystère, Éditions Montparnasse, 52 min
- 2011 : Enquêtes extraordinaires, une étude approfondie des phénomènes inexpliqués, Éditions Montparnasse

#### Héros de la nature, série documentaire
- 2003 : John Wamsley, la quête du paradis perdu, 52 min
- 2003 : Hans Klingel, les secrets de l’hippopotame, 52 min
- 2005 : Merlin Tuttle, l’ange gardien des chauves-souris, 52 min
- 2005 : Olivier Behra, crocodiles et lémuriens sacrés, 52 min
- 2006 : Laurie Marker, pour l’amour des guépards, 52 min

#### J'ai vu changer la terre, série documentaire
- 2008 : Le Pays sous la mer, 55 min
- 2011 : Allemagne, les îles oubliées, 52 min (Saison 3, épisode 5)

#### Le Monde en face, série documentaire
- 2011 : Autisme, l’espoir, Éditions Montparnasse, 52 min

## Prix et distinctions
- 2003 : Trophée Mif-Sciences pour Biruté Galdikas, passion Orang-outan[23]
- 2006 : Lauréat du prix audiovisuel du festival de Rochefort pour « Paul Watson, l’œil du cachalot »[24]
- 2011 : Dauphine du Prix Montalembert du Premier roman de femme, pour Le Testament des abeilles[3],[25],[26].